# Сороки (місто)

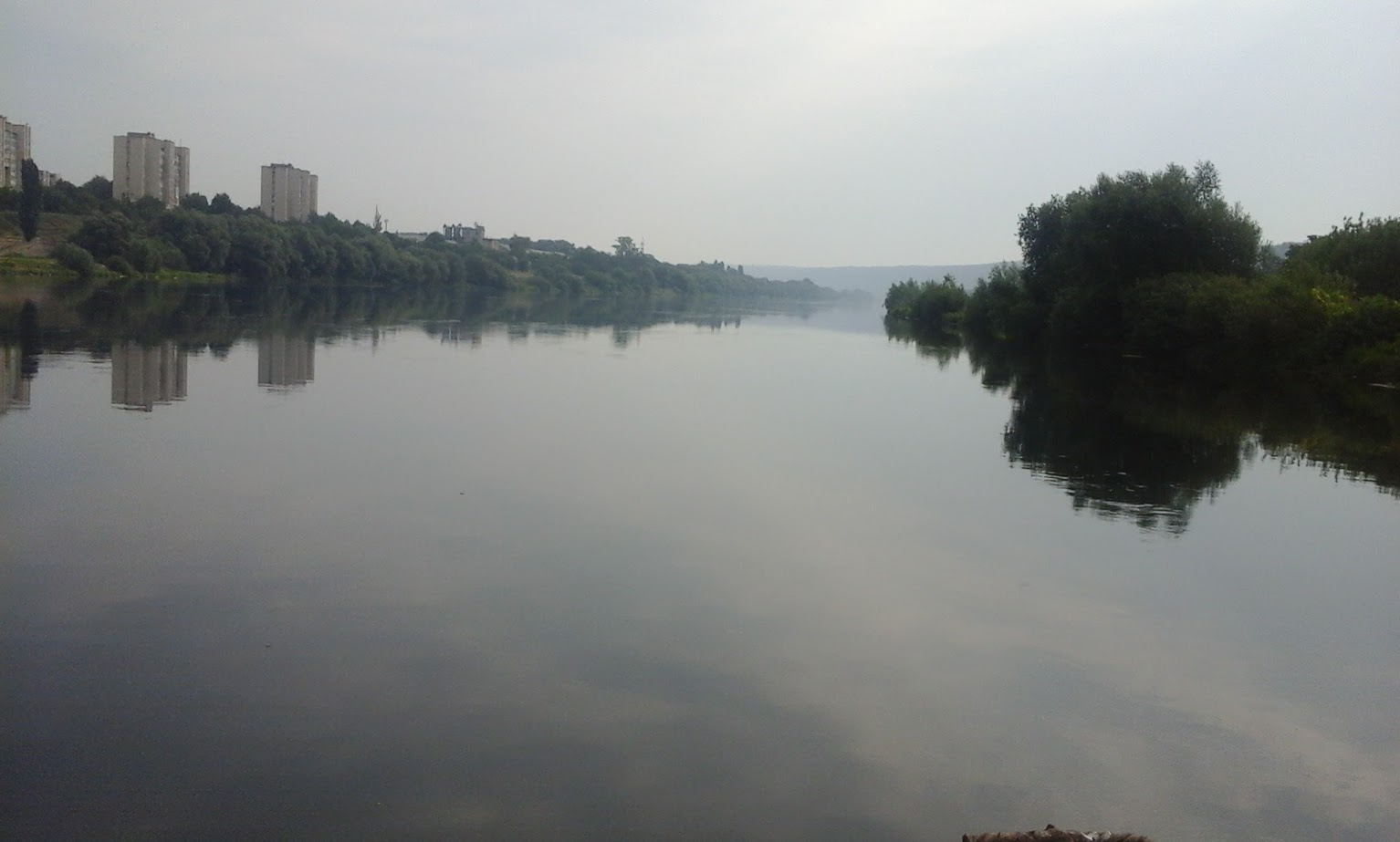
Дністер у місті Сороки

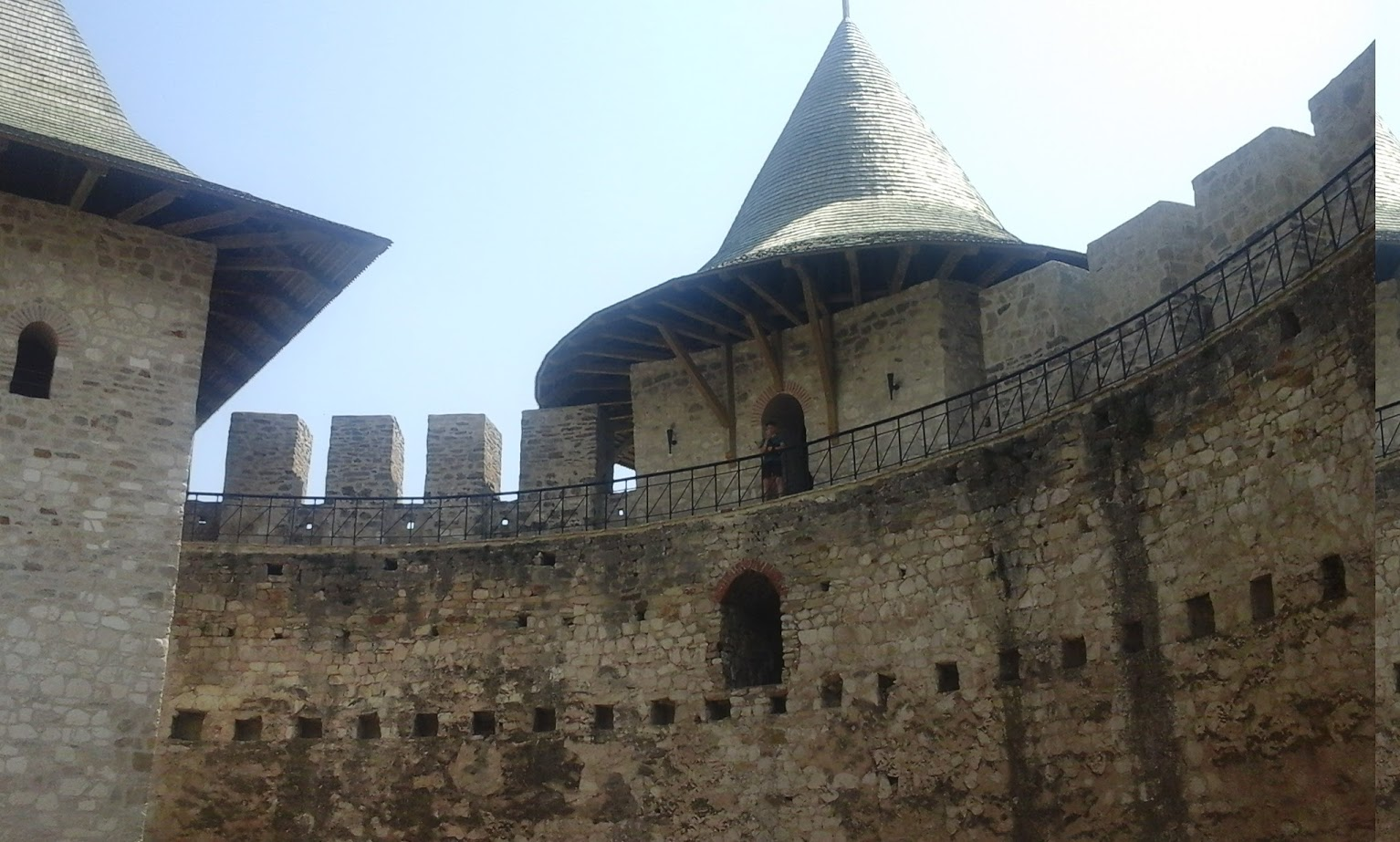
Башта Сороцької фортеці

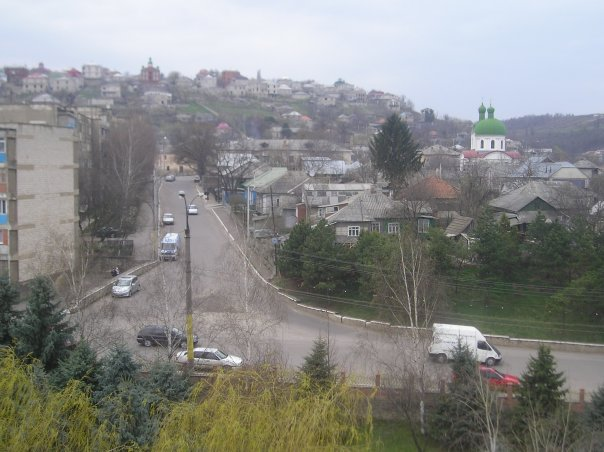
Вид на місто з фортеці

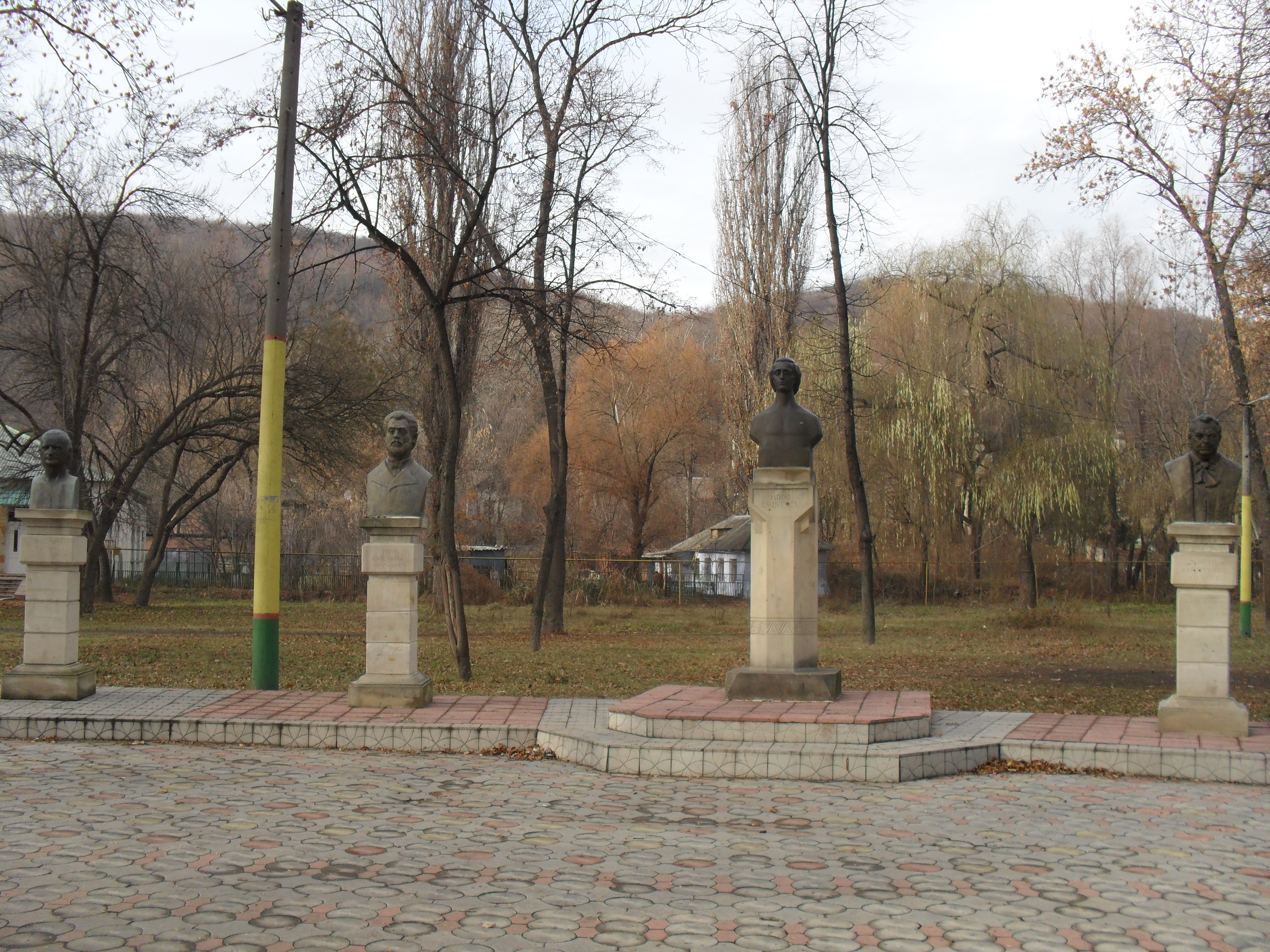
Скульптури письменників у парку

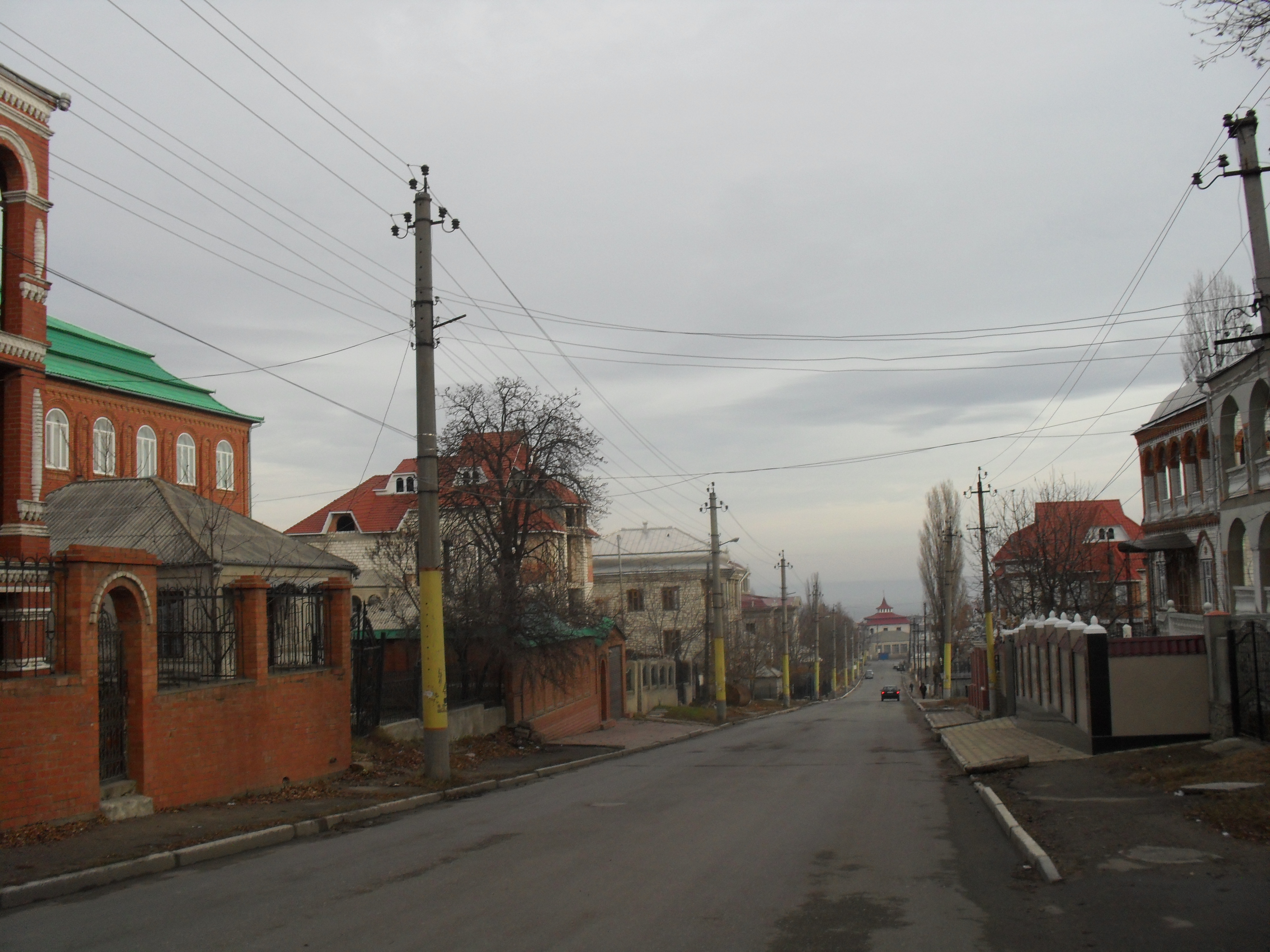
Циганський квартал в м. Сороки

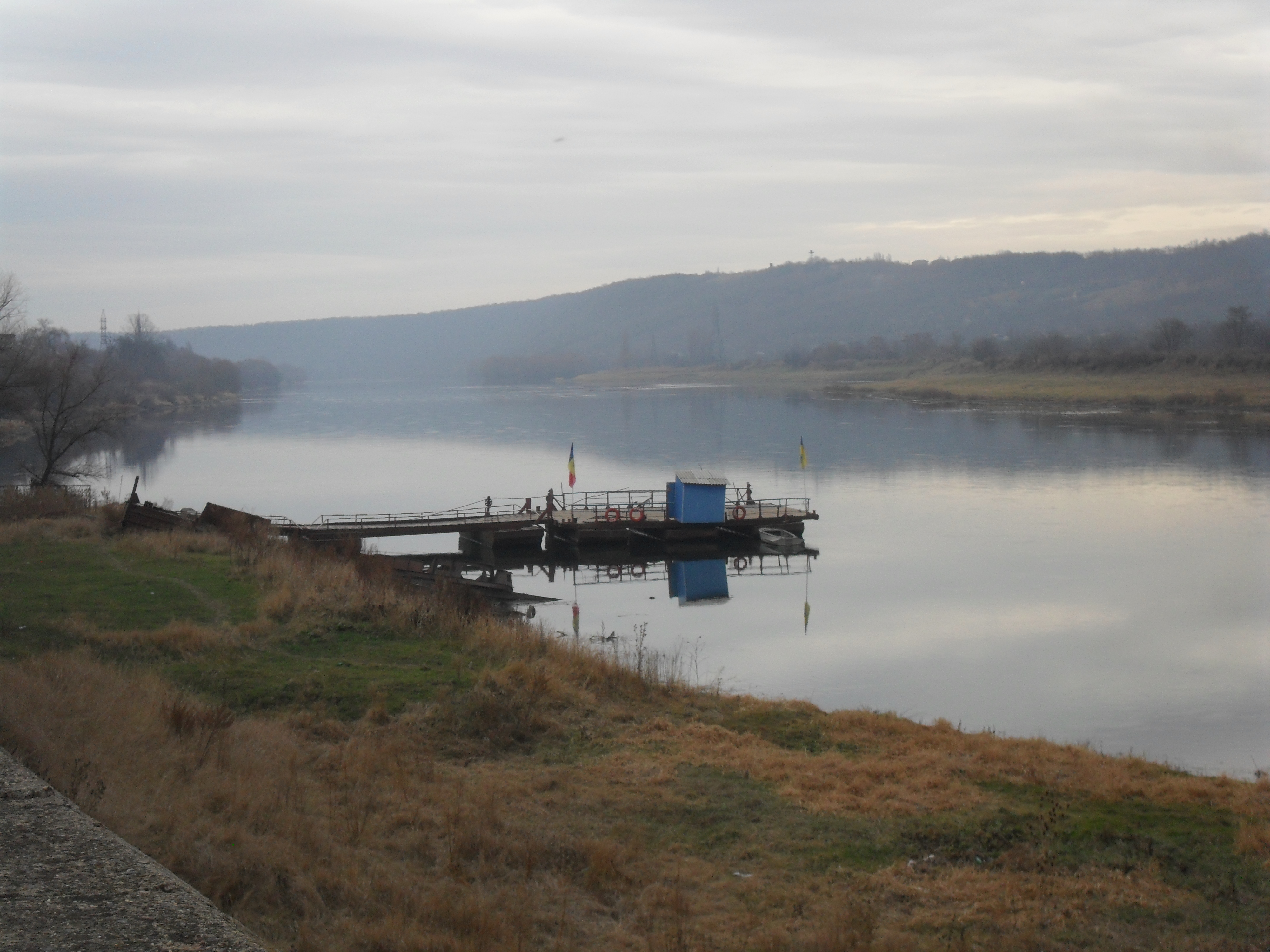
Пором на міждержавному поромному пункті пропуску «Сороки»

Соро́ки (Сорока; рум. Soroca) — місто в Молдові, на правому березі Дністра, центр Сороцького району. Населення — 37,2 тисяч осіб (2010), з них українців — 15 %. У місті здійснюється контроль на кордоні з Україною в пункті пропуску Сороки—Цекинівка.

## Економіка
Харчова промисловість, заводи електропобутових приладів і металовиробів, швейна фабрика.

## Пам'ятки

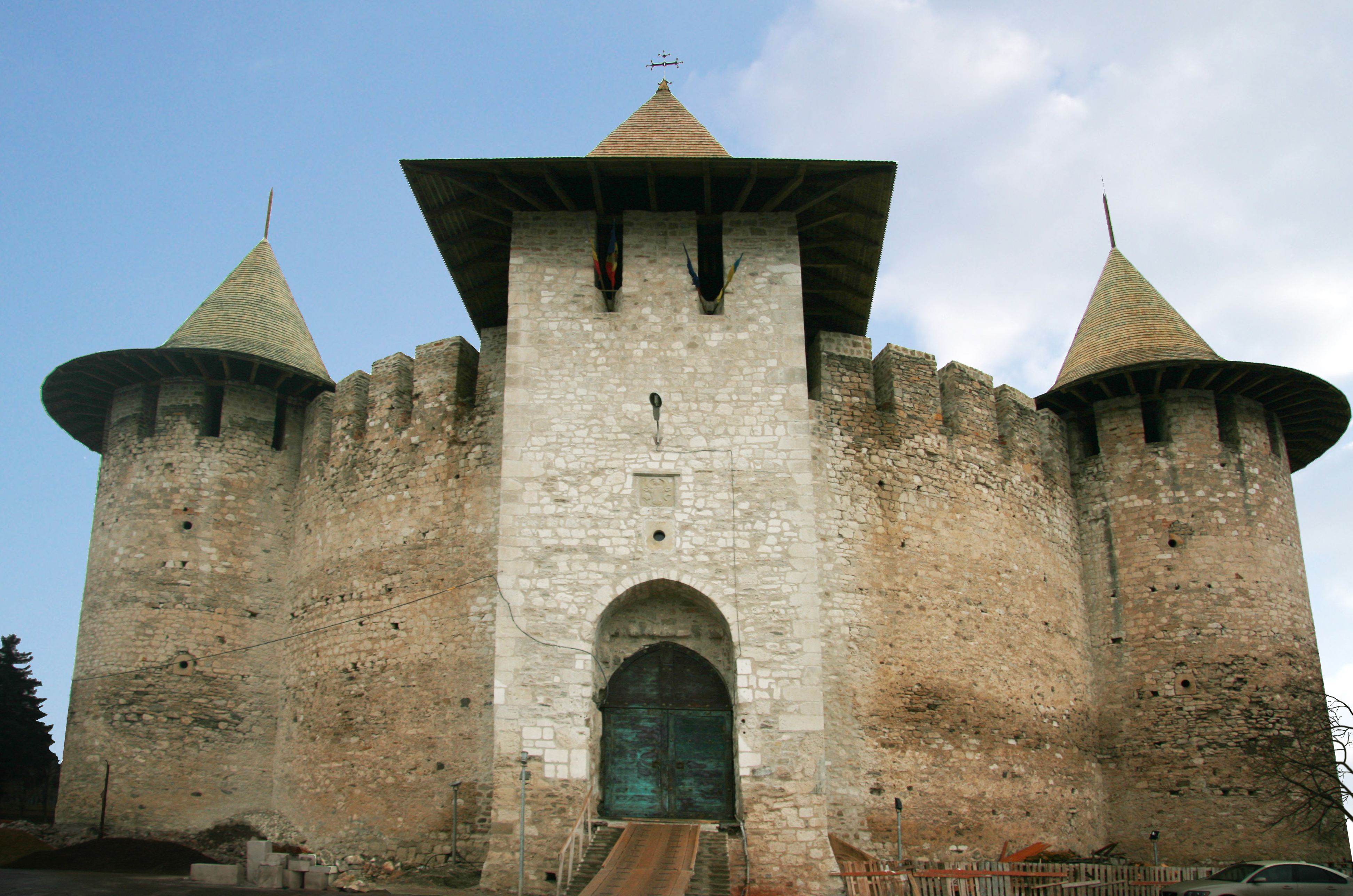
Сороцька фортеця

Біля Сорок досліджено останки поселення з доби мезоліту і раннього неоліту (Буго-Дністровська культура, поселення Сороки-1, −2, −5).
Сороцька фортеця XV століття, збережена у первісному вигляді. Висота фортечних мурів — 20-25 м.

## Населення

### Національність
Розподіл населення за національністю за даними перепису 2014 року:
| Мова           | Відсоток |
| -------------- | -------- |
| румуни         | 82,65 %  |
| росіяни        | 6,53 %   |
| українці       | 5,34 %   |
| цигани         | 3,16 %   |
| інші           | 0,72 %   |
| не визначилися | 1,57 %   |

## Український слід
З початком виникнення українського козацтва Сороки, які були розташовані в стратегічному місці біля броду через Дністер, потрапляють до зони козацьких інтересів. Першим козацьким гетьманом, що перебував в Сороках, став Іван Підкова, який в 1578 році був молдовським господарем. А в 1593 році козацькі війська Григорія Лободи поверталися після вдалого походу на молдавське місто Оргіїв через Сороки. Ні турки, ні молдавани, ні буджацька орда не змогли їм перешкодити повернутися на Поділля. В жовтні 1594 року дванадцятитисячне козацьке військо під керівництвом Григорія Лободи та Северина Наливайка спокійно переправилося через Дністер в Сороках і рушили далі вглиб Молдови.
В 1621 році, під час Хотинської війни, сорокатисячне козацьке військо Якова Бородавки, що рушило назустріч туркам, захопило місто та зруйнувало фортецю.
В квітні 1653 року Сороки були зайняті козацьким військом під час молдавського походу Тимоша Хмельницького.
Місто Сороки згадується в відомій українській думі «Богдан Хмельницький і Василь Молдавський». В думі розповідається про війну Богдана Хмельницького з молдавським господарем.
Оттогді ж то, як до річки Дністра прибував,

На три часті козаків переправляв,

А ще до города Сороки прибував,

Під городом Сорокою шанці копав,

У шанцях куренем стояв…

Оттогді ж то Хмельницький, як сії слова зачував,

Так він сам на доброго коня сідав,

Коло города Сороки поїжджав,

На город Сороку поглядав

І ще стиха словами промовляв:

«Ей, городе, городе Сороко!

Ще ти моїм козакам-дітям не заполоха,

Буду я тебе доставати,

Буду я з тебе великії скарби мати,

Свою голоту наповняти,

По битому тарелю на місяць жаловання давати».

Оттогді-то Хмельницький як похваливсь,

Так гаразд-добре й учинив:

Город Сороку у неділю рано задобіддє взяв,

На ринку обід пообідав,

К полудній годині до города Січави припав.

## Уродженці
- Афанас Олег Андрійович (1991—2016) — старший солдат Збройних сил України, учасник російсько-української війни.
- Григорій (Немцов) — єпископ автокефальної Болгарської Православної Церкви у період «грецької схизми», митрополит Доростольський і Червенський. Голова Священого Синоду БПЦ.
- Гендлер Аркадій Хунович (1921—2017) — автор-виконавець пісень на їдиші, фольклорист, педагог.
- Соломон Гольдельман — визначний діяч української єврейської громади, вчений-економіст.
- Кіра Муратова — українська кінорежисерка, Народна артистка України, лауреат Шевченківської премії та Державної премії імені Олександра Довженка.
- Рапопорт Борис Наумович (1922—2006) — художник, член Національної спілки художників України.
- Анжела Чобану (* 1969) — молдовська акторка театру і кіно.